# Foxholm
Foxholm – jednostka osadnicza w Stanach Zjednoczonych, w stanie Dakota Północna, w hrabstwie Ward.